# Йосеф Добровський

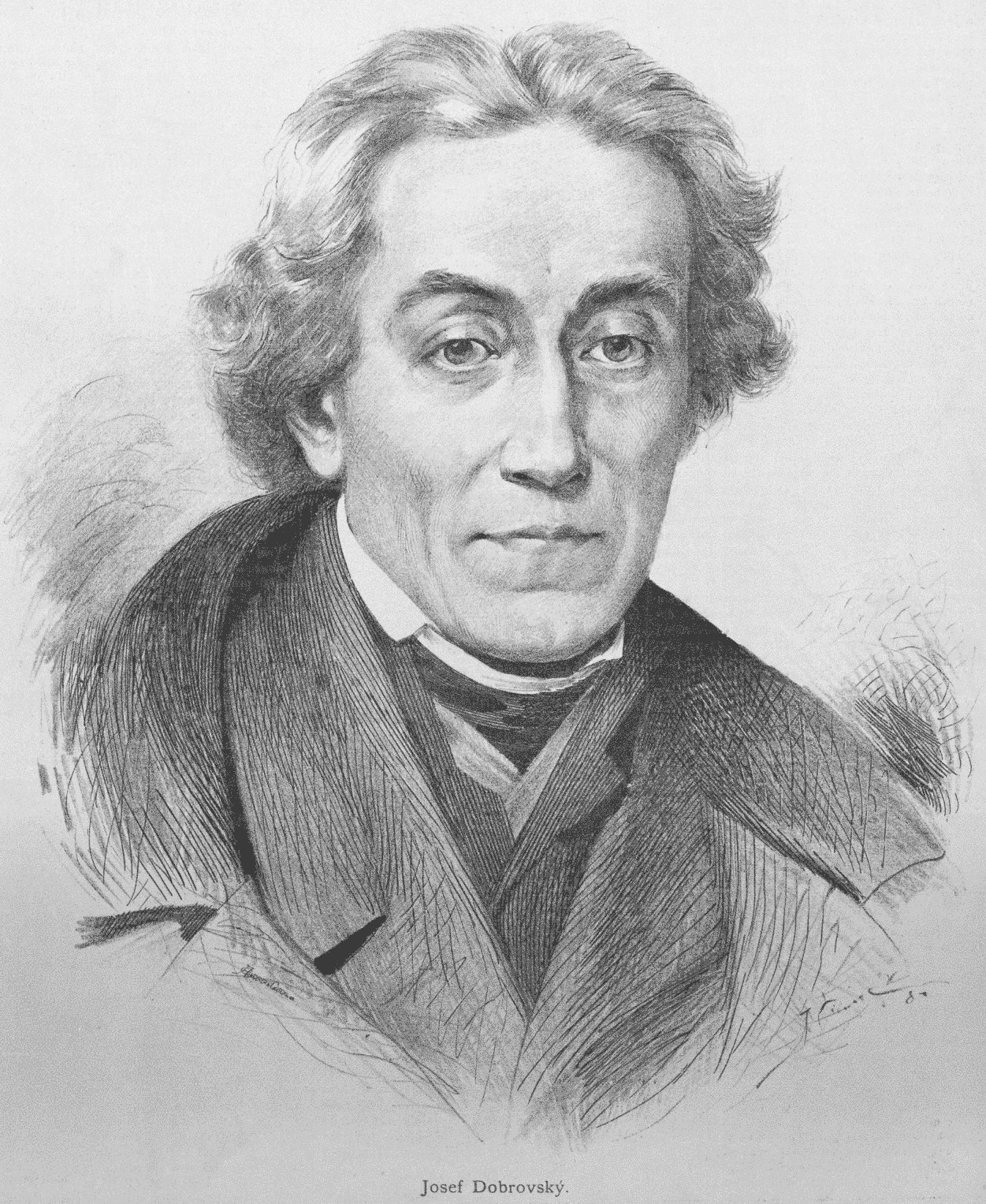
Йосеф Добровський, портрет роботи Яна Вілімека (1884)

Йо́сеф До́бровський (Josef Dobrovský; *17 серпня 1753 — †6 січня 1829, Брно) — чеський славіст; вважається першим визначним слов'янським філологом, який заклав основи наукової славістики й визначив коло актуальних донині проблем: порівняльне дослідження слов'янських мов, виникнення слов'янського письма та його дальший розвиток.

## Біографія
Йосеф Добровський народився поблизу Раабе (Дьйору) в Угорщині, де служив його батько, вахмістр драгунського полку австрійської армії Якуб Доубравскій. Рідною мовою Йосефа (який дістав прізвище Добровський унаслідок помилки в документах) була німецька. Сім'я часто переїжджала з міста до міста у зв'язку з новими призначеннями батька. Добровський навчався в німецькій школі в Бішофтейніце (Горшовському Тині), де познайомився з чеською мовою. Навчився вільно нею розмовляти з 10-річного віку. З 1763-го навчається в августинській гімназії в місті Дойчброд (Німецький Брід, нині - Гавличкув-Брод), потім навчався в єзуїтів у Клаттау (Клятови) у 1767−1769 рр. і на філософському факультеті Празького університету з 1769-го. В університеті привернув увагу викладачів успіхами в богословських дисциплінах і умінням брати участь у дискусіях. 1772 року в Брюнні вступив у новіціат ордена єзуїтів, готуючись вирушити місіонером до Індії, але вже 1773-го буллою Климента XIV орден був розпущений, і Добровський повернувся до Праги, де продовжив навчання вже на богословському факультеті.
Закінчивши університет, тривалий час (1776−1786) був учителем математики й філософії у дітей празького мецената й прихильника ідей Просвітництва, президента чеського губернаторіума графа Бедржіха Яна Ностіца. У цей період (з 1779 р.) під впливом іншого частого гостя Ностіца, Франца Пельцля, Добровський почав досліджувати чеські старожитності та літературу. Потім призначений віце-ректором семінарії в Градіще (нині частина Оломоуца), Моравія. 1786 року прийняв священичий сан, а 1789-го став ректором. Добровський брав участь у суперечках про становище духовенства, про целібат і був прихильником церковно-правових реформ Йосипа II.
Але знову його духовна кар'єра швидко урвалася через зовнішні причини: 1790 року по всій монархії Габсбургів указом Леопольда II семінарії було закрито, і Йосеф Добровський повернувся в празький будинок Ностіца, займаючись приватним викладанням і науково-громадською роботою. 1792-го празьке Королівське товариство науки відправило його для збору й вивчення слов'янських рукописів, викрадених із Праги шведами під час Тридцятилітньої війни, у Стокгольм, Або, Петербург і Москву. Вчений відвідав на зворотному шляху також Варшаву і Краків.

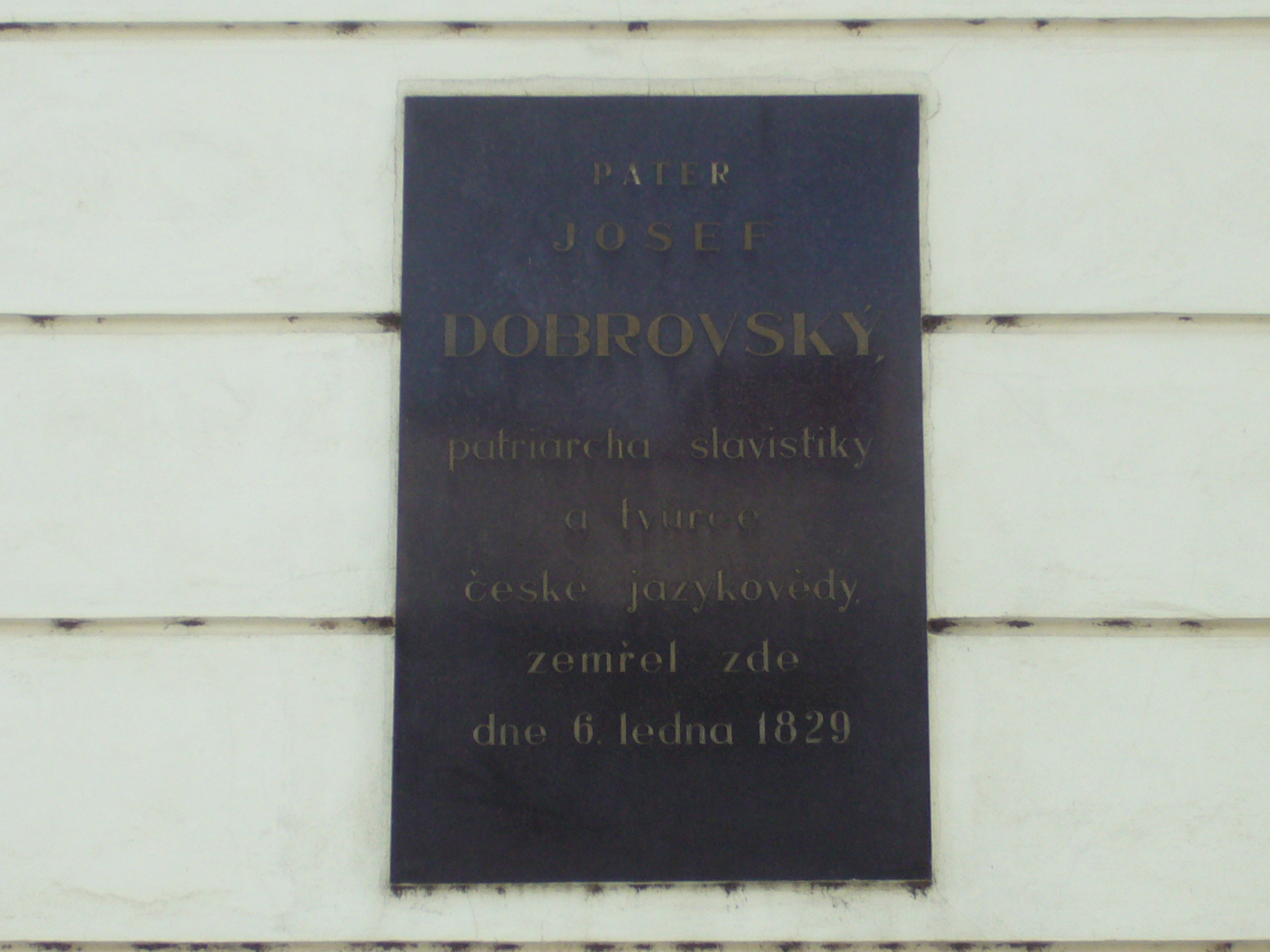
Меморіальна дошка на будинку в Брно, де помер Добровський.

За короткий період перебування в Росії Добровський зміг ознайомитися приблизно зі 1000 стародавніми рукописами. Працював у бібліотеках Петербурзької академії наук, монастиря Олександра Невського, у зібраннях Святійшого Синоду (куди за указом Катерини II 1791 року було зібрано стародавні рукописи з монастирів усієї Росії) і в приватних колекціях, зокрема в московському зібранні графа А. І. Мусіна-Пушкіна. Опублікував звіт про шведсько-російські відрядження: «Litterarische Nachrichten von einer Reise nach Schweden und Russland» (1795).
Того ж 1795 року психічне здоров'я Добровського похитнулося; під час загострення хвороби він спалив кілька рукописів, зокрема свій словник лужицьких мов. Граф Ностіц поселив свого друга в невеликому особняку біля Ліхтенштайнського палацу — так званому будинку Добровського (1947-го перед будівлею встановили пам'ятник ученому). До 1803 року Добровський цілком видужав. Надалі він жив у Празі приватно, де безуспішно сподівався на посаду професора, або в замках Ностіца та іншого приятеля, аристократа Чернина, однак продовжував активну наукову діяльність. 1828 року поїхав у Брно, захворів там і помер.

## Наукова діяльність
Чеський мовознавець Йозеф Добровський був засновником нової славістики. Ученого, котрий своєю діяльністю дав поштовх розвиткові слов'янського мовознавства не лише в Чехії, а й далеко за її межами, нині гідно називають «патріархом слов'янської філології».
Добровський перший почав досліджувати лексику церковних книг, зіставляючи словникові відповідники старослов'янських текстів із лексикою живих слов'янських мов. Але для багатьох слів такі паралелі не зазначені, певно тому, що дослідник не знайшов їх, бо користувався пам'ятками пізніших списків, лексика яких значно відрізняється від лексики старослов'янських пам'яток X−XI ст.
Уже в першій своїй праці «Історія чеської мови та літератури» (1792) вчений викладає не лише проблеми, пов'язані з чеською мовою, а й загальні слов'янські проблеми. Дослідник твердо переконаний, що всі слов'янські мови близько споріднені між собою, але разом із тим вважає, що розбіжності між окремими слов'янськими мовами існували вже з найдавніших часів.
Ще в 1792 р. Й. Добровський виділив дві групи слов'янських мов — південно-східну й північно-західну. До першої він відніс руську, старослов'янську, сербську, хорватську, словенську, до другої — чеську, словацьку, лужицьку, польську. Ознаками південно-східної групи, на думку науковця, є префікси раз-, из- (разум, здати), епентеза -л- (корабель, земля), -щ-, -ч- (мощи, мочи), сполуки -зв-, -цв- (звезла, цвіт), слова пепел, птица, десница. До ознак північно-західної групи вчений відносив префікси роз-, ви- (розум, видати), вставку -д- (садло), -ц- (моци), сполуки -гв-, -кв- (гвезда, квет), слова попел, птак, правица.
У Відні 1822 р. вийшла праця Й. Добровського «Основи давнього наріччя слов'янської мови», яку було перекладено російською мовою й видано під назвою «Грамматика языка славенского по древнему наречию». У цій праці автор зібрав великий фактичний матеріал переважно з рукописів. Але він не згрупував його за періодами, тому факти, взяті з пам'яток різних епох і зведені разом, створили картину якоїсь ідеальної слов'янської мови, котру не можна пов'язати з тим чи іншим часом. Ще однією хибою цієї праці є неісторичний підхід до пам'яток.
Цінність досліджень Й. Добровського полягає в тому (нині воно має лише історичне значення), що він навів зіставлення церковнослов'янської лексики з лексикою живих слов'янських мов, вперше подав системний аналіз граматики власне старослов'янської мови, визначив її південнослов'янську мовну основу, проаналізував особливості старослов'янської фонетики й орфографії, описав словотвір, морфологію, синтаксис.
Вадою у працях славіста є те, що він вважає глаголицю пізнішою переробкою кирилиці, що її здійснили далматинські священики для збереження слов'янського письма від переслідувань з боку католицького духовенства (ця теорія була пізніше спростована). Славіст Едвард Кінан уважав Добровського автором «Слова о полку Ігоревім», а, відтак, і саме «Слово…» — підробкою.
Вивчаючи старослов'янське письмо, Й Добровський написав працю, спеціально присвячену глаголиці, — «Глаголиця» (1807).
Крім історико-філологічних вишукувань, займався також ботанікою (Entwurf eines Pflanzensystems nach Zahlen und Verhältnissen, 1802).